# Załuże (rejon włodzimierski)
Załuże (ukr. Залужжя) – wieś na Ukrainie na terenie rejonu włodzimierskiego w obwodzie wołyńskim, liczy 305 mieszkańców.